# 毛首圓魨
毛首圓魨（學名：Sphoeroides trichocephalus）為輻鰭魚綱魨形目四齒魨亞目四齒魨科的其中一種，為熱帶海水魚，分布於東太平洋哥斯大黎加及巴拿馬海域，體長可達10.5公分，棲息在軟底質水域，生活習性不明。

## 扩展阅读
維基物種上的相關：毛首圓魨